# 10분 (2013년 영화)
"10분"은 2013년에 제작된 대한민국의 영화이다. 이용승이 감독을, 김다현이 각본을 맡았다. 2013년 10월에 열린 부산국제영화제를 통해 공개되었으며 대한민국에서는 2014년 4월 24일에 개봉되었다.

## 줄거리
강호찬은 TV 방송국 프로듀서라는 꿈의 직업을 위해 공부하며 준비하고 있다. 아버지의 은퇴 이후 겨우 생활을 꾸려나가고 있는 그의 가족은 그에게 큰 기대를 걸고 있다. 그러나 그는 방송국에 입사하는 데 계속 실패하고, 결국 가족을 부양하기 위해 관공서에서 아르바이트를 하게 된다. 어느 날, 한 정규직 직원이 사직하고 호찬의 상사는 그에게 정규직 자리를 제안한다. 호찬은 오랫동안 꿈꿔온 프로듀서의 꿈과 안정적인 직업 사이에서 갈등한다. 오랫동안 고민한 끝에 현실적인 선택을 하여 제안을 받아들이지만, 그 자리에 다른 사람이 임명된다.

## 캐스팅
- 백종환 : 강호찬 역
- 김종구 : 부장 역
- 정희태 : 노조지부장 역
- 이시원 : 송은혜 역
- 장리우 : 한영미 역
- 정승길 : 정용진 역
- 성민재 : 노정래 역
- 윤준우 : 조현우 역
- 권오진 : 원장  역
- 강은우 : 신입인턴 역
- 최석원 : 회사원 1 역
- 유재홍 : 회사원 2 역
- 박근태 : 면접남 역
- 김학재 : 호찬 부 역
- 이성경 : 호찬 모 역
- 조용철 : 호영 역
- 권귀빈 : 누리 역
- 박주환 : 태인 역
- 최준혁 : 동석 역
- 김민영 : 미술학원원장 역
- 천사명 : 등산복매장점원 역
- 장우진 : 경찰 1 역
- 김보묵 : 경찰 2 역
- 이욱현 : 취객 1 역
- 안슬기 : 취객 2 역
- 이종호 : 취객 3 역
- 송현영 : 부동산업자 역
- 손정구 : 신혼부부 남 역
- 임연호 : 신혼부부 여 역
- 김주영 : 복사기 A/S 역